# Igor Rodionov (cầu thủ bóng đá)
Igor Sergeyevich Rodionov (tiếng Nga: Игорь Сергеевич Родионов; sinh ngày 30 tháng 8 năm 1998) là một cầu thủ bóng đá người Nga. Anh thi đấu cho F.K. Torpedo Vladimir.

## Sự nghiệp câu lạc bộ
Anh có màn ra mắt tại Giải bóng đá chuyên nghiệp quốc gia Nga cho F.K. Lada-Togliatti vào ngày 14 tháng 4 năm 2016 trong trận đấu với FC Chelyabinsk.